# Súchil
Súchil es una localidad del estado mexicano de Durango. Es la cabecera del municipio de Súchil.

## Toponimia
El nombre «Súchil» es una corrupción de la palabra en náhuatl xóchitl, cuyo significado es «flor».

## Demografía
| Gráfica de evolución demográfica |
|                                  |

| Censo | Población |
| ----- | --------- |
| 1900  | 1 061     |
| 1910  | 953       |
| 1921  | 1 480     |
| 1930  | 2 315     |
| 1940  | 3 044     |
| 1950  | 3 987     |
| 1960  | 3 891     |
| 1970  | 4 267     |
| 1980  | 4 859     |
| 1990  | 4 319     |
| 2000  | 4 063     |
| 2010  | 4 107     |
| 2020  | 4 071     |